# Allium howellii
Allium howellii es una especie de planta bulbosa geófita del género Allium, perteneciente a la familia de las amarilidáceas, del orden de las Asparagales. Originaria de América del Norte.

## Descripción
Allium howellii es endémica de California, donde crece en los suelos de granito y de serpentina de varias de las montañas locales, colinas y valles. Esta es una planta de altura, que produce un tallo que puede superar el medio metro de altura desde un bulbo de color marrón-rojizo que mide de uno a dos centímetros de largo. Las hojas cilíndricas son casi tan largas como el tallo. La inflorescencia, densamente cubierta, tiene capacidad para 100 flores blancas con vetas oscuras de color lavanda, cada una con un centímetro de largo.

## Taxonomía
Allium howellii fue descrita por  Alice Eastwood y publicado en Leaflets of Western Botany 2(7): 109, en el año 1938.
Etimología
Allium: nombre genérico muy antiguo. Las plantas de este género eran conocidos tanto por los romanos como por los griegos. Sin embargo, parece que el término tiene un origen celta y significa "quemar", en referencia al fuerte olor acre de la planta. Uno de los primeros en utilizar este nombre para fines botánicos fue el naturalista francés Joseph Pitton de Tournefort (1656-1708).
howellii: epíteto otorgado en honor del botánico Thomas Jefferson Howell.
Variedades aceptadas
- Allium howellii var. clokeyi Ownbey & Aase ex Traub
- Allium howellii var. howellii
- Allium howellii var. sanbenitense (Traub) Ownbey & Aase[5]